# Етноофіологія
Етноофіологія — розділ етногерпетології, який вивчає взаємини людини зі зміями.
Так змії можуть використовуватися в медичних або містичних цілях певними народами.